# Impotent (film)
Impotent (ros. Импотент) – rosyjska komedia w reżyserii Anatolija Ejbramdżana z 1996 roku.

## Fabuła
W dniu 25 rocznicy ślubu Michaił dowiaduje się od swojej żony Tatiany, że ta go opuszcza z powodu jego impotencji. Na krótko zostaje sam ze swoimi problemami, ale wkrótce pojawiają się jego przyjaciele i kobiety, które postanawiają przyjść mu z pomocą.

## Główne role
- Michaił Dierżawin jako Michaił
- Natalja Sielezniowa jako Tatiana
- Aleksandr Pankratow-Czornyj jako Sasza
- Tatiana Dogilewa jako Wika
- Michaił Kokszenow
- Łarisa Udowiczenko
- Liubow Poliszczuk
- Karen Awanesjan
- Roksana Babajan
- Iwan Bortnik
- Władimir Grammatikow